# حسي الطين
حُسَيُّ الطِّين بلدية ريفية في ولاية العصابة تتبع إداريا لمقاطعة بومديد تقع شمال كيفة عاصمة ولاية لعصابة علي بعد 65 كلم يحدها من الشرق بلدية بومديد ومن الغرب والجنوب بلدية انواملين ومن الشمال سلسلة جبال تكانت. يقطنها حوالي 12000 نسمة. حُسَيّ تصغير حاسي.

## قرى البلدية
مقسمة على قراها الخمس:
- حسي الطين "مركز البلدية"
- ابروده
- الدحارة
- تفراديت
- سد أحمد الطالب

## المرافق
يوجد في عاصمة البلدية مستوصف صحي وشبكة مياه صالحة للشرب و مدارس ابتدائية وثانوية واحدة.